# Eleutherandra pes-cervi
Eleutherandra es un género monotípico de plantas de plantas fanerógamas perteneciente a la familia de las achariáceas. Su única especie: Eleutherandra pes-cervi, es originaria de Sumatra.

## Taxonomía
Buchnerodendron lasiocalyx fue descrita por Slooten y publicado en Bulletin du Jardin Botanique de Buitenzorg, sér. 3, 7: 329. 1925.